# Jean-Philippe Kalonji
 (octobre 2018).
Jean-Philippe Kalonji, né en 1973 à Genève, est un peintre, illustrateur et graphiste suisse.

## Biographie
Né à Genève d’une famille originaire du Congo, Kalonji est un passionné de peinture classique et japonaise qui a démarré sa carrière à l’international: New York, Londres puis le Japon, avant de revenir s’installer à Carouge.
Peintre, illustrateur et auteur, ses inspirations et ses techniques lui permettent de changer de style à son gré.
De ses œuvres respirent les émotions créées par les visions humanistes de l’artiste, qui font de lui un acteur engagé. Ses fresques humanitaires et sociétales, sur des sujets abordés tels les féminicides, les crimes de guerre, les migrants, l’esclavage, l’Art, le déséquilibre nord sud, le terrorisme, lui permettent de collaborer depuis de nombreuses années avec le journal Le Temps, et de s’investir aux côtés des Institutions suisses, ONG et organisations internationales telles notamment Présence Suisse, le CICR, l’UNHCR, Civitas Maxima, ICAN, Education Cannot Wait…
Passionné de peinture classique, Kalonji est artiste résident du Musée d’art et d’histoire de Genève, grâce auquel il transmet sa passion aux amateurs, et ambassadeur de la marque Caran d’Ache dont il affectionne chacune des gammes.

## Expositions
Expositions personnelles :
- Kalonji, hommage à Toppi. Little Nemo, Carouge. Du 16 juin au 2 juillet 2016[2].

Expositions collectives :
- Carnets. Halle Nord, Genève. Du 8 juillet au 20 août 2016[3].
- Du plomb en or. Next door gallery, Genève. Du 3 au 13 mars 2016.
- Bang! Évolution de la bande dessinée à Genève. Mamco, Genève. Du 9 décembre 2016 au 26 janvier 2017[4].

## Activités
(octobre 2018).
- 1993 : Invité au Festival international de la bande dessinée d'Angoulême[5].
- 2001 : Invité au Japon[5].
- 2016 : « Rendez-vous d'artistes : Serval et Kalonji au musée ». Interventions au Musée d'art et d'histoire de Genève pour des créations en direct. Un dimanche par mois, d'avril à décembre 2016[6].
- 2017 : « After work #10, rdv d'artistes : œuvres d'hier, inspirations de demain ». Au Musée d'art et d'histoire de Genève, le vendredi 20 janvier 2017.
- 2017 : « Rendez-vous d'artistes : saison 2 ». Interventions au Musée d'art et d'histoire de Genève pour des créations en direct.Un dimanche par mois, d'avril à décembre 2017[7].
- 2017 : Illustre la guerre de Liberia[5].
- 2018 : Affiche de la 41ème édition de la Course de l'Escalade[8].
- Illustrateur pour le journal Le Temps

## Œuvres
- Street Nation, Genève, Atoz, 1992, 52 p. (ISBN 2-940013-01-2)
- Prophétie, Genève, Paquet, 1997, 36 p. (ISBN 2-940199-01-9)
- Helvethika, Paquet, coll. « Tango noir » :

1. Helvethika, 1999  (ISBN 2-940199-19-1)[9].
2. Helvethika 2, 1999  (ISBN 2-940199-23-X).
3. Helvethika 3, 2001  (ISBN 2-940199-36-1).

- La Liste (dessin), avec Dan Nemeth (scénario), Paquet :

1. La Liste, 2002  (ISBN 2-940199-72-8)[10].
2. Mary, 2002  (ISBN 2-940199-77-9).

- Futago, Genève, Netho prod., 2009, 16 p.
- Street Nation Two : fresh stuff, Genève, Netho prod., 2009, 16 p.
- 365 Samouraïs et quelques bols de riz, Talence, Akiléos, 2010, 384 p. (ISBN 978-2-35574-070-1)
- Les autres, Genève, Stop suicide, 2013, 64 p.
- (en) The art of JP. Kalonji : illustration, character design, graphic novel, sketches, watercolor, Chicago, Trinquette Publishing, 2013, 48 p. (ISBN 978-1-934623-10-7)
- (en) Ningen's nightmares, Milwaukie, Dark Horse Book, 2013, 116 p. (ISBN 978-1-59582-859-0)
- In bed (avec Lydia Frost), Paris, Delcourt, 2014, 81 p. (ISBN 978-2-7560-4159-9)

## Les archives
Fonds rendez-vous d'artistes MAH, 2016- [1 carton]. Section : Archives de la Bibliothèque d'art et d'archéologie de Genève (BAA); Cote : BAA ARCHIVES RENDEZ-VOUS ARTISTES MAH. Ville de Genève, Musée d'art et d'histoire, Bibliothèque d'art et d'archéologie (présentation en ligne).
Les archives de ce fonds contiennent des publications de la médiation du Musée d'art et d'histoire de la Ville de Genève, des documents et dessins originaux réalisés dans le cadre des rendez-vous d’artiste menés par Serval et Kalonji. Ce fonds continue d'être alimenté tout au long des rendez-vous d'artistes de l'année en cours. Le tout est conservé à la Bibliothèque d'art et d'archéologie (Genève) du Musée d'art et d'histoire.